# Предструге
Предструге (словен. Predstruge) — поселення в общині Добреполє, Осреднєсловенський регіон, Словенія. 
Висота над рівнем моря: 449,1 м.